# 7-クロロ-L-トリプトファンオキシダーゼ
7-クロロ-L-トリプトファンオキシダーゼ(7-chloro-L-tryptophan oxidase)は、次の化学反応を触媒する酸化還元酵素である。
7-クロロ-L-トリプトファン + O2 {\displaystyle \rightleftharpoons } 2-イミノ-3-(7-クロロインドール-3-イル)プロパン酸 + H2O2
反応式の通り、この酵素の基質は7-クロロ-L-トリプトファンとO2、生成物は2-イミノ-3-(7-クロロインドール-3-イル)プロパン酸とH2O2である。
組織名は7-chloro-L-tryptophan:oxygen oxidoreductaseである。